# After the Burial
After the Burial is een Amerikaanse progressieve metalband afkomstig uit Minneapolis, Minnesota. De band werd opgericht in 2004 door Nick Wellner, Trent Hafdahl, Justin Lowe en Greg Erickson. Anno 2020 heeft de band al haar zes studioalbums uitgebracht via Sumerian Records en is Hafdahl het enige lid van de originele bezetting dat overblijft na de vele positionele wisselingen die de band in de loop der tijd gekend heeft.
De band wordt gezien als een van de grondleggers van de subgenres djent en progressieve metalcore.

## Bezetting
Huidige leden
- Trent Hafdahl – leidende gitaar, achtergrondvocalen (2004–heden); slaggitaar, programmering (2015–heden)
- Anthony Notarmaso – leidende vocalen (2008–heden)
- Dan Carle – drums (2008–heden)
- Adrian Oropeza – bas (2016–heden)

Voormalige leden
- Greg Erickson – drums (2004–2006)
- Nick Wellner – leidende vocalen (2004–2007)
- Eric Robles – drums (2006–2008)
- Grant Luoma – leidende vocalen (2007–2008)
- Justin Lowe – slaggitaar, programmering (2004–2015; gestorven in 2015); drums (2008)
- Lerichard "Lee" Foral – bas (2004–2016)

Tijdlijn

## Discografie
- 2006: Forging a Future Self
- 2008: Rareform
- 2010: In Dreams
- 2013: Wolves Within
- 2016: Dig Deep
- 2019: Evergreen

Ep's
- 2013: This Life Is All We Have